# Blizna Gornja
Blizna Gornja – wieś w Chorwacji, w żupanii splicko-dalmatyńskiej, w gminie Marina. W 2011 roku liczyła 93 mieszkańców.